# 张璧 (机械工程专家)
张璧，康涅狄格大学终身教授、湖南大学教授。美国机械工程学会会员，中华人民共和国教育部第四批"长江学者"特聘教授，早年曾就读于东京工业大学、在上海交通大学和俄克拉荷马州立大学从事博士后研究。